# حضور (روستا)
 حضور  به عربی ( الَحضُور )، روستایی است در دهستان وادی اجبار از توابع استان 
استان صَنعاء در کشور یمن در شبه جزیره عربستان.

## جمعیت
جمعیت آن (۱۲۰ ) نفر (۱۳ خانوار) می‌باشد.